# Andrí Voronin
Andrí Víktorovitx Voronin (en ucraïnès: Андрій Вікторович Воронін); nascut el 21 de juliol de 1979), és un futbolista ucraïnès que actualment juga de davanter per al Fortuna Düsseldorf.